# Паисий (Образцов)
Епископ Паисий (в миру Алексей Павлович Образцов; 1888 — 29 октября 1953, Воронеж) — епископ Русской православной церкви, епископ Ульяновский и Мелекесский.

## Биография
Родился в 1888 году в бедной семье. Рано потерял отца в связи с чем воспитывала его одна мать. Вместе с матерью с раннего детства посещал храм.
В 1905 году окончил 2-е Тамбовское духовное училище, а в 1911 году — Тамбовскую духовную семинарию.
15 февраля 1911 года был хиротонисан во пресвитера и служил в Тамбовской и Воронежской епархиях.
В 1925 году возведён в сан протоиерея.
В 1944 году — настоятель Никольской церкви г. Воронеж.
6 сентября 1944 года в Крестовой Патриаршей церкви пострижен в монашество с именем Паисий патриаршим Местоблюстителем митрополитом Алексием (Симанским).
7 сентября в зале заседаний Священного синода при Московской патриархии состоялось наречение иеромонаха Паисия (Образцова) во епископа Брестского, а 8 сентября за Божественной Литургией в Крестовой Патриаршей церкви, в день престольного праздника Владимирской иконы Божией Матери, была совершена его архиерейская хиротония. Хиротонию совершали: Патриарший Местоблюститель Митрополит Ленинградский и Новгородский Алексий (Симанский), митрополит Крутицкий Николай (Ярушевич) и епископ Можайский Макарий (Даев).
Участник Поместного собора Русской православной церкви 31 января — 4 февраля 1945 года. 
14 февраля 1945 году перемещён на Саратовскую и Вольскую епархию.
13 января 1947 года назначен епископом Черниговским и Нежинским.
12 мая 1947 года освобождён от назначения в связи с решительным отказом «от вступления в управление Черниговской епархией».
19 июня 1947 года назначен епископом Ивановским и Шуйским, с предписанием «незамедлительно прибыть к месту служения» (его предшественник, епископ Михаил (Постников), был арестован через несколько дней — 25 июня 1947 года).
С 3 июня 1948 года — епископ Брестский и Кобринский (вторично).
С 18 ноября 1948 года — епископ Гродненский и Брестский; 28 февраля 1949 года титул изменен на «Гродненский и Лидский».
13 декабря 1949 года уволен на покой, согласно прошению.
С 31 октября 1950 года — епископ Пинский и Лунинецкий (Полесский) (его предшественник, архиепископ Пинский Даниил (Юзвьюк), был 24 марта 1950 года арестован).
С 15 ноября 1952 года — епископ Ульяновский и Мелекесский.
28 января 1953 года уволен на покой, согласно прошению по болезни. Переехал в свой родной город Воронеж. Тяжело болел.
Скончался 29 октября 1953 года в Воронеже.